# 海神喷泉 (格但斯克)
海神喷泉（波兰语：Fontanna Neptuna；德语：Neptunbrunnen）是格但斯克的一个喷泉，建于1633年，位于亚瑟庭院前。
海神喷泉源于市长Bartholomäus Schachmann的建议，他曾前往意大利旅行，决定采用海神尼普顿雕像装点城市。雕像出自雕塑家彼得·胡森和约翰·罗格之手。

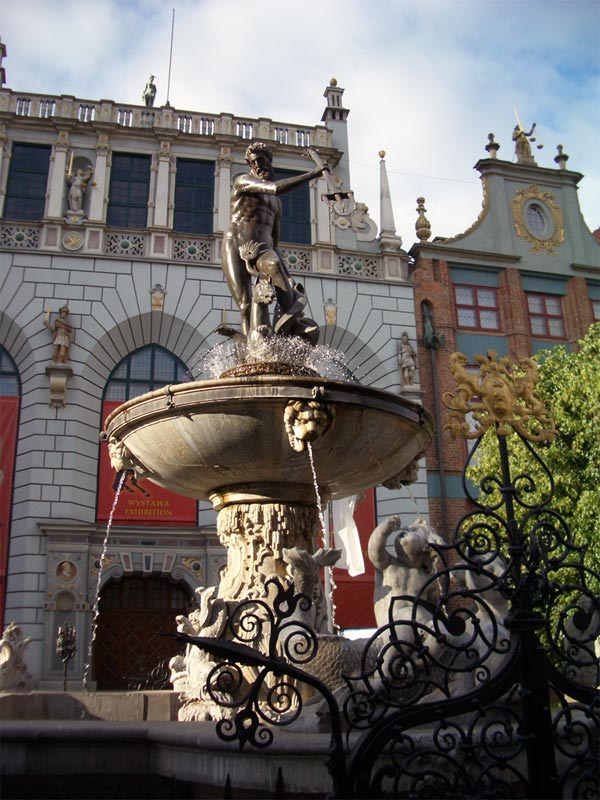
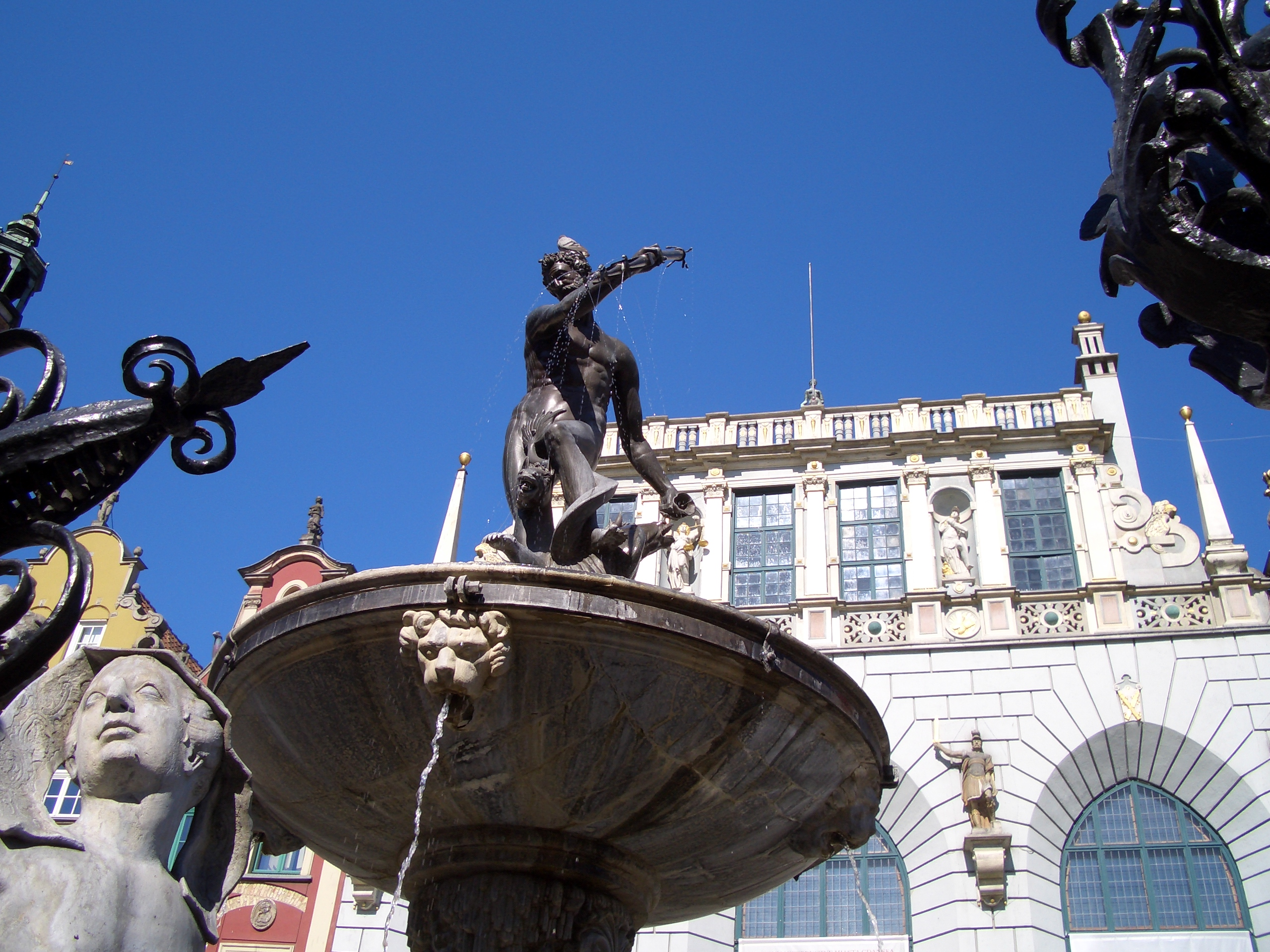
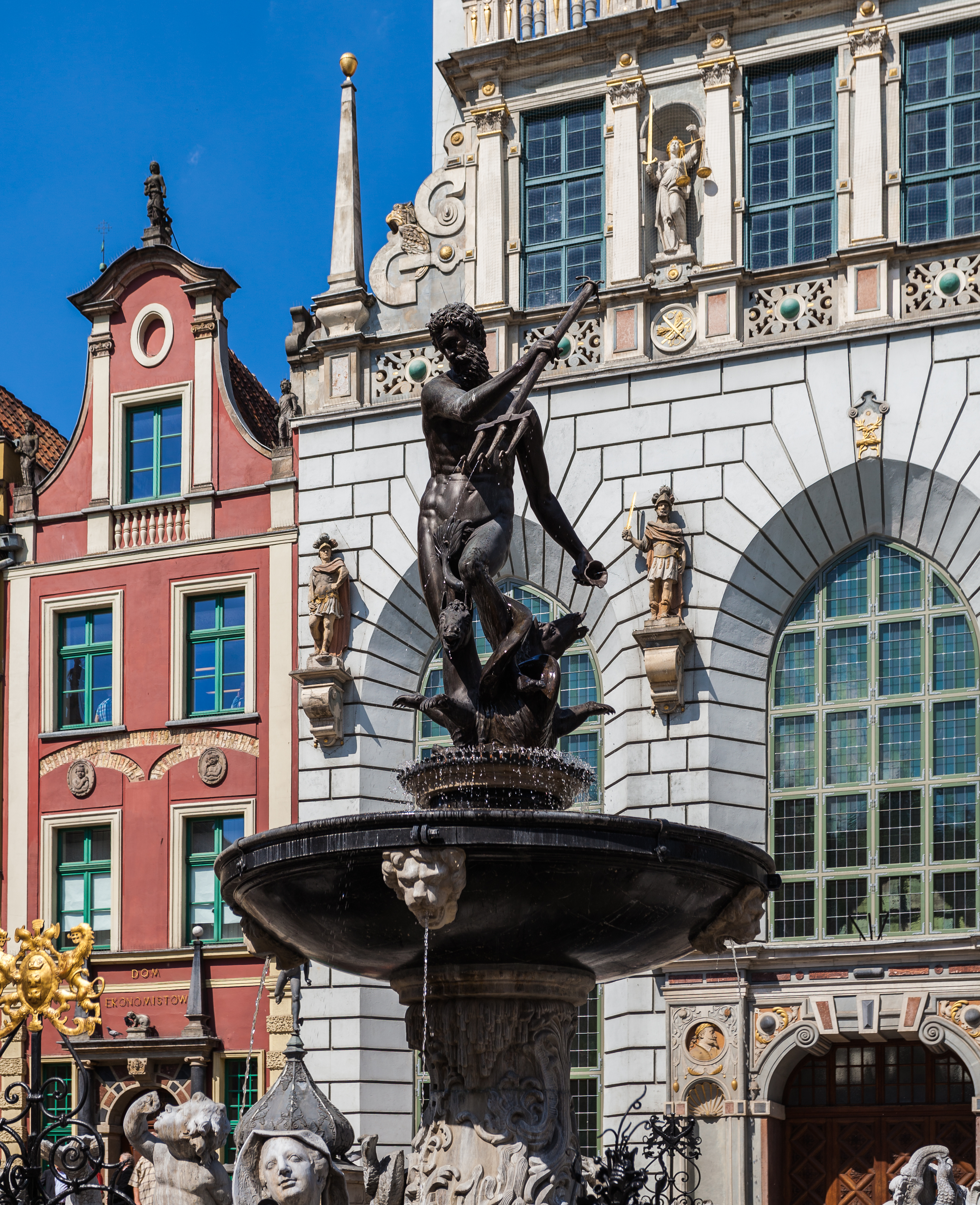
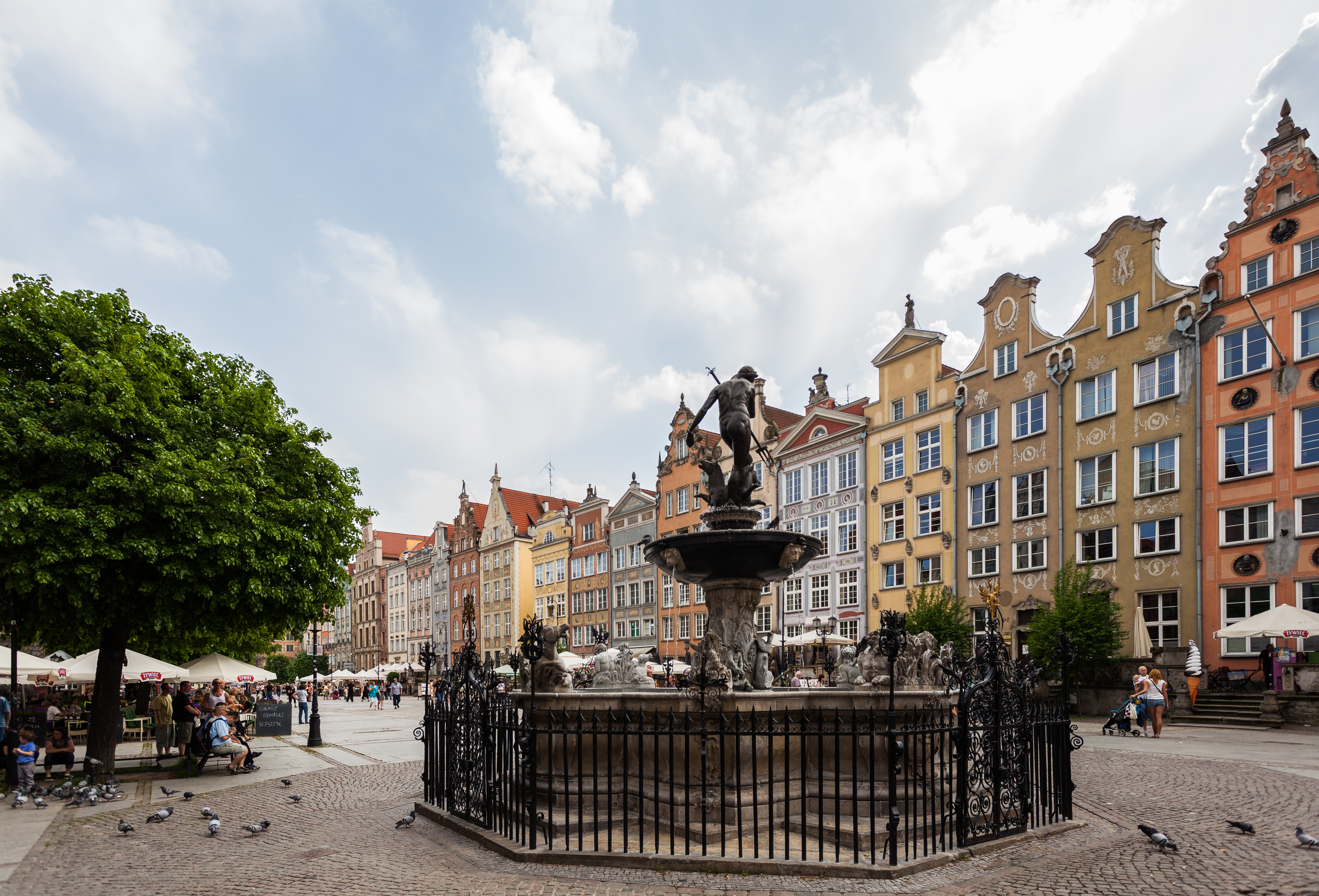